# Теорема Зайденберга — Тарского
Теорема Зайденберга — Тарского — общее утверждение, которое в частности даёт алгоритм для решения любой задачи элементарной геометрии (точнее, в элементарной теории Евклидовой геометрии). 
Формально говоря, это утверждение о возможности элиминации кванторов в элементарной теории вещественных чисел, и как следствие, разрешимости этой теории. 
Теорема доказана Альфредом Тарским в 1948 году в статье по разрешимости теорий элементарной алгебры и элементарной геометрии.
В 1954 году Абрахамом Зайденбергом найден более простой и естественный метод доказательства.

## Формулировка
Для всякой формулы {\displaystyle \varphi } в сигнатуре, содержащей двуместные предикаты {\displaystyle =} и {\displaystyle <}, константы {\displaystyle 0} и {\displaystyle 1} и двуместные операции {\displaystyle +} и {\displaystyle \times }, существует бескванторная формула {\displaystyle \psi }, эквивалентная ей на множестве вещественных чисел {\displaystyle \mathbb {R} }. 

### Замечания
- Эквивалентное утверждение: полуалгебраичность проекций полуалгебраического множества: так как проекция полуалгебраического множества {\displaystyle A\subset \mathbb {R} ^{n+1}} вдоль одной из осей добавляет в определяющую систему квантор существования, который можно элиминировать, результатом её будет полуалгебраическое множество в {\displaystyle \mathbb {R} ^{n}}; с другой стороны, полуалгебраичность всякой проекции полуалгебраического множества обеспечивает устранимость квантора существования во всякой формуле, и это является единственным нетривиальным моментом в доказательстве теоремы об элиминации кванторов.

- Теорема может рассматриваться как далеко идущее обобщение теоремы Штурма[4], в связи с чем фигурирует также как обобщённая теорема Штурма. При таком взгляде, теорема Штурма формулируется[5] как наличие для любого многочлена {\displaystyle p(x,x_{1},\dots ,x_{n})} бескванторной формулы {\displaystyle \psi (x_{1},\dots ,x_{n},a,b)} такой, что из аксиом замкнутого вещественного поля следует эквивалентность:

{\displaystyle a<b\Rightarrow \psi (x_{1},\dots ,x_{n},a,b)\equiv \exists x(a<x<b\land p(x,x_{1},\dots ,x_{n})=0)};
формулировка же теоремы Зайденберга — Тарского в этом случае — переход от произвольной бескванторной формулы {\displaystyle \varphi (x,x_{1},\dots ,x_{n})}, ограниченной квантором существования, к бескванторной формуле {\displaystyle \psi (x_{1},\dots ,x_{n},a,b)}:
{\displaystyle a<b\Rightarrow \psi (x_{1},\dots ,x_{n},a,b)\equiv \exists x(a<x<b\land \varphi (x,x_{1},\dots ,x_{n}))}.
Притом если классическое доказательство теоремы Штурма существенно использует техники анализа (в частности, теорему об обращении в нуль непрерывной функции, меняющей знак), то математическая логика даёт сугубо алгебраическое доказательство факта.